# Дітер Остерлен
Дітер Остерлен (нім. Dieter Oesterlen; 5 квітня 1911, Гайденгайм-ан-дер-Бренц — 6 квітня 1994, Ганновер) — німецький архітектор і викладач університету.

Серед найвідоміших проектів у Німеччині йому належить перепланування інтер'єру реконструйованого Лейнського палацу у Ганновері для розміщення парламенту Нижньої Саксонії.
В Італії він побудував німецьке військове кладовище Фута.